# Dicladocera uncinata
Dicladocera uncinata är en tvåvingeart som först beskrevs av Wulp 1881.  Dicladocera uncinata ingår i släktet Dicladocera och familjen bromsar. Inga underarter finns listade i Catalogue of Life.